# Jack Noseworthy
Jack Evan Noseworthy Jr. (ur. 21 grudnia 1969 w Lynn) – amerykański aktor filmowy i telewizyjny.

## Życiorys

### Wczesne lata
Przyszedł na świat w Lynn w stanie Massachusetts jako jedyny syn Jacka S. i Thelmy Noseworthy. Dorastał z trzema siostrami: dwiema starszymi – Debbie i Nancy, i jedną młodszą – Katie Wright (ur. 25 grudnia 1981). W 1982 ukończył Lynn English High School. Naukę kontynuował w Boston Conservatory.

### Kariera
Jako nastolatek dołączył do narodowej trasy koncertowej z musicalem Andrew Lloyda Webbera Koty, a następnie odbył bezpośrednią podróż do Nowego Jorku.
Po występie w komedii Jaskiniowiec z Kalifornii (Encino Man, 1992), pojawił się w teledysku zespołu Bon Jovi do piosenki Always (1994) z Carlą Gugino i Keri Russell. Potem wystąpił w komedii Grunt to rodzinka (The Brady Bunch Movie, 1995) z Shelley Long i Gary Cole, Żyleta (Barb Wire, 1996) z Pamelą Anderson, Mroczne miasto (The Trigger Effect, 1996) z Elisabeth Shue, Ukryty wymiar (Event Horizon, 1997) obok Laurence’a Fishburna, Incydent (Breakdown, 1997) z Kurtem Russellem oraz dreszczowcu U-571 (2000).
W 2006 roku grał na scenie Public Theater's w przedstawieniu Bertolta Brechta Matka Courage i jej dzieci z Meryl Streep.
W dramacie telewizyjnym National Geographic Zabić Kennedy’ego (Killing Kennedy, 2013) zagrał postać Roberta F. Kennedy’ego.
Od roku 1990 związał się z choreografem Sergio Trujillo, w październiku 2011 roku para wzięła ślub.

## Filmografia

### Filmy fabularne
- 1992: Jaskiniowiec z Kalifornii (Encino Man) jako Taylor, skater #1
- 1993: Alive, dramat w Andach (Alive) jako Bobby François
- 1994: Cholerny świat (S.F.W.) jako Joe Dice
- 1995: Grunt to rodzinka (The Brady Bunch Movie) jako Eric Dittmeyer
- 1996: Mroczne miasto (The Trigger Effect) jako Prowler
- 1996: Żyleta (Barb Wire) jako Charlie
- 1996: Mojave Moon jako Kaiser
- 1997: Ukryty wymiar (Event Horizon) jako Justin
- 1997: Incydent (Breakdown) jako Billy
- 1999: Zmory przeszłości (Clean and Narrow) jako Buddy
- 1999: Tydzień przed dyplomem (The Sterling Chase) jako Todd
- 1999: Zręczne ręce (Idle Hands) jako Randy
- 2000: U-571 jako Seaman Bill Wentz
- 2000: Cecil B. Demented jako Rodney
- 2002: Tajniak (Undercover Brother) jako pan Elias
- 2002: Bezwarunkowa miłość (Unconditional Love) jako Andrew Beasley
- 2004: Poster Boy jako Anthony
- 2006: Grubazzzki (Phat Girlz) jako Richard 'Dick' Eckhard
- 2007: Święta Dennisa Rozrabiaki (A Dennis the Menace Christmas) jako David Bratcher
- 2008: Zabójcza rozgrywka (Aces 'N Eights) jako Riley
- 2009: Surogaci (Surrogates) jako Strickland

### Filmy TV
- 1992: Pani Cage (Mrs. Cage) jako Billy
- 1994: Miejsce dla Annie (A Place for Annie) jako David
- 1999: Morderstwo w Devil’s Glean (What We Did That Night) jako Oliver Larson
- 2005: Elvis – Zanim został królem (Elvis) jako Steve Binder

### Seriale TV
- 1991: Teech jako Adrian Peterman
- 1993: Sidła miłości (Bodies of Evidence) jako David Brooks
- 1994: Śmierć przy 21 (Dead at 21) jako Ed Bellamy
- 1999: Po tamtej stronie (The Outer Limits) jako facet
- 2000: Dystrykt (The District) jako BJ Brownwell
- 2002: Potyczki Amy (Judging Amy) jako Jason Lobdel
- 2003: Jordan (Crossing Jordan) jako detektyw Jack Hannah
- 2003: Prawo i bezprawie (Law & Order: Special Victims Unit) jako Jeremy
- 2004: Szczęśliwa karta (Wild Card) jako Sean McFarland
- 2006: CSI: Kryminalne zagadki Las Vegas (CSI: Crime Scene Investigation) jako Dwight
- 2006: Prawo i porządek (Law & Order) jako agent Brian Griggs